# Biblioteca Estadual Pio Vargas
A Biblioteca Pública Estadual Escritor Pio Vargas é um dos prédios que fazem parte do complexo da AGEPEL, localizado na Praça Cívica de Goiânia, capital do estado brasileiro de Goiás. O prédio onde se encontra a Biblioteca Pio Vargas é tombado pelo Instituto do Patrimônio Histórico e Artístico Nacional (Iphan), de modo que quaisquer intervenções devem passar pela autorização do órgão.
A biblioteca foi criada em junho de 1967, mas recebeu a atual denominação apenas em abril de 1991, em homenagem ao escritor Pio Vargas, que cedeu algumas de suas obras para a criação do museu, em 1967.Funciona como centro de informação e cultura, oferecendo um rico acervo e serviços bibliográficos. O edifício abriga ainda a Gibiteca Jorge Braga, o Museu da Imagem e Som e a Biblioteca Braille José Álvares de Azevedo, além do Cine Cultura. 
Ela foi criada pela Lei n.º 6623, durante o período de 1976 a outubro de 1985, ficou instalada na Av. Goiás, nº 346, 1º e 2º andares. De outubro de 1985 a 1989, funcionou na sobreloja do Edifício Parthenon Center, numa área de 1700 m2. Foi instalada definitivamente, onde funciona até hoje, no Centro Cultural Marieta Telles, em 1989.
A biblioteca possui um acervo de mais de 60 mil títulos, entre 160 mapas, 28 atlas e vários tipos de periódicos, como revistas semanais e mensais e jornais. Dentre eles também possui cerca de 10 mil títulos em braille, além de 100 mil títulos em audiolivros.
No local, há um sala com dez computadores para acesso ao público. São computadores antigos utilizados principalmente por usuários que não possuem o equipamento em casa. Além dos computadores, há um professor para ensinar informática para as pessoas que tem dificuldade ou que não sabem mexer.
O usuário tem acesso a todo o acervo disponível, mas o empréstimo está restrito às áreas de literatura, filosofia, política, sociologia, psicologia, religião, biografia e música. Para se beneficiar desses serviços, o usuário deve levar à seção de empréstimo comprovante de endereço e identidade para fazer o cadastro, o que dá direito de retirar três livros de cada vez.
A biblioteca também desempenha uma função social, ao modo de que faz projetos de incentivo à leitura em creches e asilos localizados na periferia de Goiânia, além de executar o programa Biblioteca no Interior e na Capital, que tem por objetivo de doar livros para as escolas mais carentes para formarem suas bibliotecas, e de treinamento gratuito de funcionário para biblioteca.